# Le Canard enchaîné

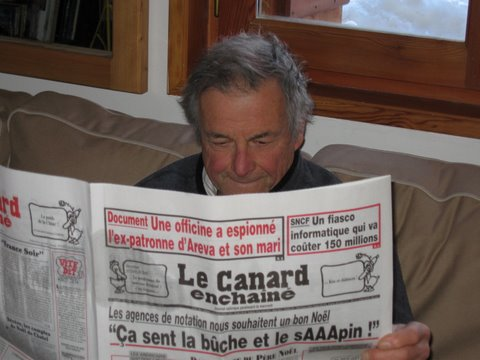
Le Canard enchaîné

Le Canard enchaîné is een Frans satirisch weekblad. Het verschijnt elke woensdag en heeft een oplage van meer dan 392.000 (2015).
De ondertitel Journal satirique paraissant le mercredi betekent 'Satirische krant die op woensdag verschijnt'. De slogan La liberté de la presse ne s'use que quand on ne s'en sert pas kan vertaald worden met 'De persvrijheid verslijt enkel als men er geen gebruik van maakt'.
De krant is opgericht in 1915 door Maurice Maréchal en zijn vrouw Jeanne Maréchal en wordt gepubliceerd door Les Éditions Maréchal - Le Canard Enchaîné (vernoemd naar de oprichters). De leiding berust bij directeur Michel Gaillard. Hoofdredacteuren zijn sinds 2004 Claude Angeli en Erik Emptaz.

## Naam
Le Canard enchaîné betekent letterlijk 'de geketende eend'. Canard, dat behalve 'eend' ook 'onwaar verhaal' kan betekenen, is bovendien een argot-term voor 'krant'.
De naam verwijst naar de krant L'homme libre (De vrije man) van Georges Clemenceau tijdens de Eerste Wereldoorlog. Deze krant mocht op bevel van de militaire censuur een tijd niet publiceren. Clemenceau doopte de krant daarop om tot L'homme enchaîné (De geketende man). Kort daarop verscheen het eerste nummer van Le Canard enchaîné.
Ondanks de Franse spellingshervorming in 1990 is het accent circonflexe op de i in de naam gebleven.

## Inhoud
De acht pagina's worden gevuld met nieuws, humor en satire, strips en besprekingen van literatuur, theater, opera en films.
De grootste aandacht gaat echter naar onthullingen van kleine en grote afkeurenswaardige praktijken in Frankrijk (en soms ook elders), zowel in de politiek als het bedrijfsleven. Deze feiten worden onverbloemd en met veel bijtende humor verteld (vaak met woordspelingen en begeleid door cartoons). Dat is de reden waarom de Canard wordt gelezen door bijna iedereen die in Frankrijk iets betekent.
De Canard heeft daarbij de reputatie zeer betrouwbaar te zijn en zijn informatie grondig te checken. Als hij iets meldt dat verkeerd blijkt te zijn (wat zelden voorkomt) wordt dat meteen rechtgezet. De betrouwbaarheid van de informatie is ook de reden waarom het moeilijk is om gerechtelijke stappen tegen de krant te ondernemen.
Sinds 1916 verschijnt op pagina 2 een rubriek met kleine onthullingen over politici en andere bekende personen, meestal gebaseerd op indiscreties, die elders de pers niet halen. Het blad publiceert echter nooit informatie over het loutere privé-leven van personen. Alle onthullingen hebben te maken met corruptie, machtsmisbruik en andere onfrisse praktijken.

## Enkele ophefmakende onthullingen van deCanard
- In 1979 onthulde het blad dat de toenmalige Franse president Valéry Giscard d'Estaing in 1973 (hij was toen minister van Economie en Financiën) een fortuin aan diamanten had gekregen van de dictator Jean Bedel Bokassa (Centraal-Afrikaanse Republiek). Deze "diamantenaffaire" wordt beschouwd als een van de redenen waarom Giscard d'Estaing in 1981 niet herkozen werd.[bron?]
- In 1979 pleegde minister van Arbeid Robert Boulin zelfmoord na onthullingen dat hij betrokken was geweest in een omstreden vastgoedzaak. Le Canard enchaîné bracht de zaak niet als eerste uit, maar gaf wel bijkomende informatie.
- In 1981 onthulde Le Canard enchaîné dat de toenmalige minister van Begroting Maurice Papon tijdens de Tweede Wereldoorlog een rol had gespeeld in de deportatie van joden uit Bordeaux naar Auschwitz. Papon zou 17 jaar later daarvoor worden veroordeeld.
- In 1983 maakte Le Canard enchaîné het schandaal van de "snuffelviegtuigen" (avions renifleurs) bekend. Het Franse staatsoliebedrijf Elf Aquitaine had aan zwendelaars grote bedragen betaald voor een totaal waardeloos apparaat waarmee olievelden zouden kunnen worden opgespoord vanuit een vliegtuig.
- Begin 1993 maakte het blad bekend dat de toenmalige eerste minister Pierre Bérégovoy een verdachte lening had gekregen. Dit schaadde de reputatie van Bérégovoy aanzienlijk bij de parlementsverkiezingen die kort daarop werden gehouden. Een maand nadat hij was afgetreden na de voor hem desastreus uitgevallen verkiezingen, pleegde hij zelfmoord.
- In 2010 was Le Canard enchaîné een van de media die onthullingen bracht over de toenmalige minister Eric Woerth. Deze had op omstreden wijze een deel van het staatsbos van Compiègne aan een particuliere vereniging verkocht en voor de regeringspartij UMP grote bedragen ontvangen van Liliane Bettencourt, de voornaamste aandeelhoudster van L'Oréal
- Begin 2017 bracht het blad de campagne van presidentskandidaat François Fillon in zware moeilijkheden met de onthulling dat Fillons vrouw Penelope veel geld zou hebben ontvangen voor een baan waarvoor ze nooit echt gewerkt zou hebben ("Penelopegate").
- Le Canard enchaîné publiceerde af en toe omstreden belastingaangiften van politici en zakenlieden, zoals die van de toenmalige premier Jacques Chaban-Delmas (1972) en de vliegtuigmagnaat Marcel Dassault (1979).

## Vorm
In zijn lang bestaan heeft de krant zijn vorm nooit gewijzigd. Le Canard enchaîné verschijnt altijd op acht pagina's (twee gevouwen bladen). De eerste en laatste pagina zijn in zwart en rood gedrukt, de overige in eenkleurendruk. Er verschijnen maar weinig foto's en des te meer tekeningen.

Het weekblad heeft ook geen on line-publicatie, want het wil uitdrukkelijk een krant van papier en inkt blijven. De website van Le Canard enchaîné geeft enkel praktische informatie over het blad.
Ondanks - of misschien dankzij - deze ouderwetse vormgeving is de oplage zeer stabiel. Daardoor is de prijs van de krant sinds 1991 niet meer gewijzigd.

## Onafhankelijk
Voor alles is Le Canard enchaîné onafhankelijk. De krant is niet verbonden met enige politieke strekking, maar schrijft vanuit een overwegend objectief standpunt. 

Door zijn kritisch standpunt tegenover de traditionele machtsgroepen is Le Canard enchaîné eerder links dan rechts te noemen, maar hij ontmaskert even genadeloos schandalen van linkse als van rechtse politici. De krant is duidelijk antiklerikaal: hij steekt de draak met de katholieke clerus en de laatste tijd ook met de islam. Door zijn afkeer van elk gezag wordt de krant vaak anarchistisch of op zijn minst anarchisant genoemd.
Le Canard enchaîné is evenzeer onafhankelijk van elke economische of financiële groep. De aandelen van Les Éditions Maréchal - Le Canard enchaîné zijn verdeeld onder het personeel en kunnen niet verkocht worden. De journalisten behoren tot de best betaalde van Frankrijk. Ze mogen niet voor andere bladen werken en geen prijzen of onderscheidingen aannemen.

De Canard bevat ook geen advertenties, een unicum in de Franse mediawereld. Daardoor wil het blad verzekeren dat het niet onder druk van adverteerders kan worden gezet. 

Het bedrijf maakt ook zijn rekeningen openbaar. De winsten van het bedrijf worden niet uitgekeerd, maar in de reserves gehouden. Die reserves zijn al drie keer groter dan het zakencijfer van de krant.

## Loodgietersaffaire
Op 3 december 1973 werden politieagenten van de Franse inlichtingendienst betrapt terwijl deze, vermomd als loodgieters, probeerden afluisterapparatuur te plaatsen in het kantoor van de krant. Dit schandaal, dat bekend werd als l'affaire des plombiers, l'affaire des micros of Watergaffe, leidde tot het aftreden van minister van Binnenlandse Zaken Raymond Marcellin.